# Цельтали

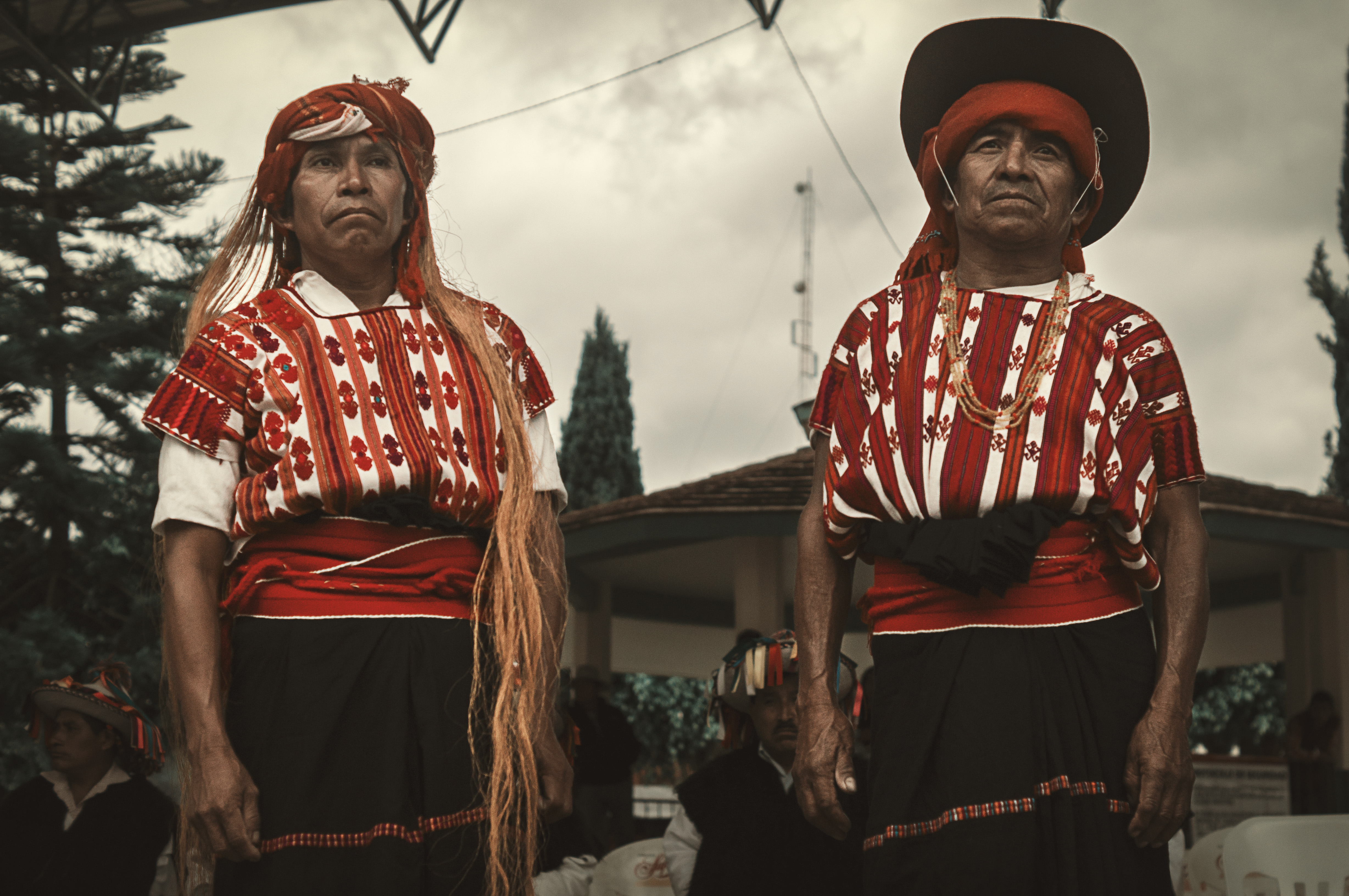
Представители цельталей на традиционном праздновании

Цельтали (цендали, сендали, сельтала, самоназвание — «пришедшие со стороны») — индейский народ группы майя в Мексике, в штате Чьяпас.
Численность — ок. 64 тыс. чел. Религия — католицизм, сохраняют традиционные верования. Иногда употребляют название цельталь-цоциль, учитывая близкое родство этих народов. В древности они принимали участие в создании высокой цивилизации майя и оказывали упорное сопротивление испанцам в 16-18 вв.

## Язык
Язык цельталь относится к западной ветви семьи майя. Имеет три диалекта, которые соответствуют этнографическим группам: бачаоле (северные), горные (центральные), равнинные (южные). Говорят также по-испански.

## Традиционные занятия
Основные занятия — ручное земледелие, охота, рыболовство, пчеловодство. Выращивают кукурузу, фасоль, тыкву, сахарный тростник, овощи. Разводят также кур и свиней. Мужчины также работают по найму на кофейных плантациях.
Традиционные ремёсла — гончарство, ручное ткачество, плетение и др. Шерсть и изделия из неё покупают у цоцилей.
Одежда: у мужчин — короткие штаны до колен, красный пояс, в горах носят темный в белую полоску чамарра (пончо), сандалии, соломенная шляпа с остроконечной тульёй. Старейшины под шляпу надевают яркий платок. Женщины носят тёмные юбки с красным поясом, уипили (по праздникам орнаментированные), ребосо, в волосы вплетают красные нити. Традиционная одежда в каждой общине имеет свои особенности. Распространена покупная одежда креольского типа.

## Социальная организация

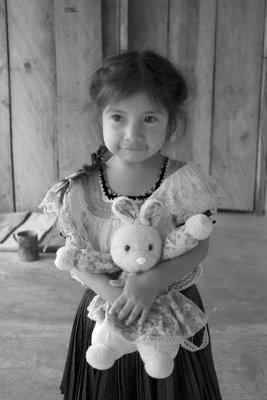
Девочка народа цельталей

Семья у цельталей большая и малая. Брак патри- и неолокальный. Распространены отработка или выкуп за невесту. Полигиния редка. Сохраняются патрилинейные линиджи и кланы. Крупные поселения делятся на 2 автономных, часто эндогамных квартала (кальпули), в которых правят вожди и жрецы-знахари, входящие в совет общин. Встречается также деление на три экзогамных фратрии. Каждый линидж имеет своё кладбище и святилище. Местами существует обычай захоронения под полом жилищ.

## Традиционные верования
Сохраняются доиспаниские культы богов дождя, ветра, крестов, предков, «говорящих святых» (семейных оракулов, хранящихся в ящичках на домашнем алтаре), гор, в первую очередь богини горы Икал Ахау («Владыка ветра»), нагуализм, колдовство, знахарство и др. Есть традиция проводить лечение в паровых банях.
Главный праздник — Новый год, когда меняются лидеры общин. Отмечаются дни святых.